# 曾慶瑜
曾慶瑜（英語：Regina Tsang Hing Yu，1956年10月12日—），香港女歌手、主持人、演員，曾在香港演藝圈出道，1987年後，工作重心至並開始轉移台灣。

## 經歷
曾慶瑜在七個兄弟姊妹中排行第六，資深配音員曾慶珏為她的堂姐。二人同唸香港培正小學幼稚園（曾慶瑜於1959年入學，曾慶珏於1961年畢業）、香港培正小學（曾慶珏於1967年畢業）、香港培正中学。后赴美国留学，在西雅圖大學學習酒店管理。1978年5月，回港度假参加了無線電視TVB主辦香港小姐競選，得到第三名，同年代表香港參加日本東京國際小姐角逐，1979年，正式與「無線電視TVB」簽約进入影视圈。當年第一次戲劇演出，甘國亮監製十三集《青春熱潮》，和周潤發、任達華、繆騫人、黃杏秀等合作。接著80集七點檔《奮鬥》，飾演不慕名利的小歌手"秦靈"，劇中經常出現錄音室演唱場面，曾慶瑜親自錄音《明日話今天》，用原唱甄妮的音樂，當年無線八點檔收視率動輒7、80%，其時香港人尚未熟悉甄妮聲音，誤以為劇中出現「秦靈」的演唱是甄妮，為唱片公司省下可觀的宣傳費。生平第一次進錄音室的曾慶瑜深感歌藝不足，從此拜女高音鮑蓓莉為師，努力精進。及後演出《千王之王』、《楊門女將》、《星塵》、《射雕英雄传》以及『神雕侠侣》等等。同時主持「無線」招牌現場直播綜藝節目《歡樂今宵》。
離開無線時，曾慶瑜曾經公開表示最感激三個人：(1)：王天林，她在無線演出過最為人記得的角色，都是這位沒喝過她一杯咖啡的大監製給的機會。(2)：馮淬帆，給她許多提點鼓勵和機會。(3)：馮玉華，無線資深髮型師，一直關心她。
1985年，曾轉投亚洲电视，老闆邱德根親自延攬，主持第一屆的「亞洲小姐」，是選美出身主持大型選美比賽第一人，主演亞視『諜網迷情』主唱主題曲由曾慶瑜合唱。遇華語殿堂級音樂人劉家昌，因為欣賞，為曾慶瑜製作第一張華語唱片《我不哭》專輯，1986年，由跨海宣傳唱片開始，工作重心逐漸移居到台灣。第二張專輯《今夕是何夕》，以現場演唱電視個人專輯，獲得1988年第23届金钟奖女歌唱演员奖，故有「金钟歌后」美誉，當年入圍者：蘇芮、江淑娜、紫薇、大小百合。1989年到倫敦為第二張英文專輯《Warm Ways 款款柔情》做混音，這是臺灣歌手第一位進「Abbey Road Studio」錄音室工作（「Abbey Road Studio」因Beatles披頭四舉世聞名）創四十餘萬張驚人銷售紀錄。
曾慶瑜最著名歌唱作品为1987年的《今夕是何夕》以及1990年的《随风而逝》。她也是1990年代台視综艺节目《玫瑰之夜》的第二代女主持人。曾慶瑜的《玫瑰約會》、《點燈》以深度訪談、誠懇、傳揚人性光輝面著稱。曾慶瑜說過：我的訪問裡只有真實、正面的話，挖人隱私、刻薄、誇大話留給別人。

## 個人生活
曾慶瑜與《玫瑰之夜》製作人俞凱爾愛情長跑多年，當時俞凱爾舉辦派對打算向曾慶瑜求婚，未料結果不如預期發展：曾慶瑜被求婚後楞在原地、不知所措，導致氣氛僵到最高點，等同當眾狠狠打槍俞凱爾，也從此逐漸消失於螢光幕前。
傳聞曾慶瑜曾先後與甘草演員馮淬帆及歌手譚詠麟有過一段情。

## 影視作品

### 電影
- 《先生貴姓》（1984）
- 《胎妖》      （1984）
- 《生命快車》（1985）
- 《香蕉天堂》（1989）

### 電視劇
- 無線電視《青春熱潮》  (1978) 飾演馬金娘
- 無線電視《奮鬥》  (1978) 飾演秦靈
- 無線電視《女人三十》（1979）飾演 Anna
- 香港電台《獅子山下》（1979）[6]
- 无线电视《風雲》（1980） 飾演凌月鳳(Mandy)
- 无线电视《千王之王》（1980）飾演卓莉
- 无线电视《衝擊》（1980）飾演 杜念慈
- 无线电视《刺青》（1980）飾演
- 无线电视《烽火飛花》（1981）飾演穆莉
- 无线电视《楊門女將》（1981）飾演楊九妹
- 无线电视《星塵》（1982）飾演方婷
- 無線電視《萬水千山總是情》(1982) 飾演齊韻芝
- 无线电视《獵鷹》（1982）飾演康華
- 无线电视《再見十九歲》（1983）飾演容曉梅
- 无线电视《我對青春無悔》（1983）飾演Virginia
- 无线电视《射鵰英雄傳》（1983）飾演瑛姑
- 无线电视《神鵰俠侶》（1983）飾演瑛姑
- 亞洲電視《諜網迷情》（1985）飾演沈夢
- 中華電視公司《雙雄奇緣》飾演邱如靜（播出期間：1986年)
- 中國電視公司《天山英雄傳》飾演厲勝男（共25集，播出期間：1988年2月3日至1988年3月11日）
- 中國電視公司《棋王》（共5集）
- 台灣電視公司《郵差總是按錯鈴》（1989）飾演杨家将
- 台灣電視公司《又見郵差來按鈴》（1990）飾演杨家将
- 台灣電視公司《左鄰右舍》（1991）飾演 卓嘉慧

### 節目主持
- 香港無綫電視《歡樂今宵》（1981年-1985年）
- 亞洲電視1985年第一屆亞洲小姐競選，是首位港姐晉身娛樂圈進而主持大型選美比賽。
- 中國電視公司《曾慶瑜專輯》（曾慶瑜首次在台灣製作的電視專輯，全1集，播出時間：1987年10月15日21:30～23:00）[7]
- 中國電視公司《亞太之夜》（第32屆亞太影展頒獎典禮暖身活動，全1集，播出時間：1987年10月28日21:30～23:30[8]
- 台灣電視公司《玫瑰之夜》（1991年10月19日至1998年8月22日，第二代女主持人）
- 1993年11月第5屆金曲獎頒獎典禮
- 1994年12月第31屆金馬獎頒獎典禮
- 台灣電視公司《超人氣大現場》（共11集，播出期間：1998年9月12日至1998年12月12日）
- 2003年11月第38屆金鐘獎頒獎典禮
- 中華電視公司《點燈》[9]
- 傳訊電視大地頻道《台灣名人本色》（共13集，播出期間：2000年1月21日至2000年7月28日）

### 舞台劇
- 《狂流》1983年，香港藝術中心，改編自Eugene O'Neill, 1942 Desire Under the Elms，嚴浩導演，與黃浩義合作。

## 音樂作品

### 個人專輯
| 專輯 # | 專輯名稱                                     | 專輯類型      | 發行公司 | 發行日期       | 曲目 |
| ------ | -------------------------------------------- | ------------- | -------- | -------------- | --- |
| 1st    | 我不哭（台灣版）                             | 國語大碟      | 華倫唱片 | 1986年         | 曲目 1. 我不哭 2. 我把生命照亮 3. 空嘆 4. 仙境 5. 褪色的夢 6. 臨別時再見（劉家昌合唱） 7. 尋你的時候 8. 腳下的泥土 9. 青青草地 10. 第三個人 |
| 1st    | 我不哭（香港版）                             | 國語/粵語大碟 | 飛圖唱片 | 1986年         | 曲目 1. 我不哭 2. 新生命(粵語) 3. 第三個人 4. 腳下的泥土 5. 臨別時再見（劉家昌合唱） 6. 還在等你(粵語) 7. 不要落淚(粵語) 8. 毋忘我(粵語) 9. 仙境 10. 空嘆 |
| 2nd    | 今夕是何夕                                   | 國語大碟      | 可登唱片 | 1987年9月25日  | 曲目 1. 今夕是何夕 2. 什麼時候應該醉 3. 為你表演（紐大可合唱） 4. 你是你我是我 5. 想像的溫柔 6. 玩偶 7. 心中的火 8. 你聽一聽 9. 臨別依依 10. 陪著月亮 |
| 3rd    | 誰會想你                                     | 國語大碟      | 可登唱片 | 1988年6月      | 曲目 1. 誰會想你？ 2. 誰會愛你？ 3. 誰是我最後的約定？ 4. 誰來邀請我？ 5. 誰的浪漫如我？ 6. 擦肩而過 7. 生生世世 8. 季節在心裡變換 9. 愛情小丑 10. 小河 |
| 4th    | 看夠柔情 Something's Gotten Hold Of My Heart | 英語大碟      | 可登唱片 | 1989年1月      | 曲目 1. Something's Gotten Hold of My Heart 2. How Do I Stop Loving You 3. My Love 4. Can't Let Go 5. 20 Years Ago 6. A Love Song 7. Have You Ever Been In Love 8. Who's Loving You 9. Don't Cry For Me Argentina 10. Midnight Blue                          |
| 5th    | 款款柔情 Lonely As the Night Is Long         | 英語大碟      | 派森音樂 | 1989年12月     | 曲目 1. Lonely As The Night Is Long 2. Hiding from The Eyes of Love 3. 12th of Never 4. Warm Ways 5. She Must Be Beautiful 6. Please Don't Say Goodnight 7. Castles in The Air 8. So Bad 9. Looking Through The Eyes of Love 10. The Power of Love           |
| 6th    | 隨風而逝                                     | 國語大碟      | 派森音樂 | 1990年7月2日   | 曲目 1. 隨風而逝 2. 愛上你是我一生的錯 3. 抓一個温馨晚上 4. 不可以說 5. 別讓世界改變你們 6. 想我不是不可以 7. 對你的愛像海 8. 再做一次冒險 9. 疼你疼到你錯 10. 愛上別離                                                                                      |
| 7th    | 柔情陷阱 Hearts                              | 英語大碟      | 派森音樂 | 1991年1月      | 曲目 1. Hearts 2. I Know The Feeling 3. Conspiracy 4. Love Until The End Of Time 5. Moonlight Flower 6. Every Love 7. Don't Close Your Eyes Tonight 8. My Love I'll Always Show 9. It's My Turn 10. Desperado                                                |
| 8th    | 女人主意                                     | 國語大碟      | 派森音樂 | 1991年7月      | 曲目 1. 其實你可以約我 2. 下一個男人也許會更好 3. 寂寞又何妨 4. 怎麼說呢 5. 牽掛(給恆弟) 6. 我的濃情遮遮掩掩 7. 我要讓你愛我愛得有點擔心 8. 真愛是誰 9. 何必管別人說 10. 最後一滴眼淚                                                                        |
| 9th    | 一往情深                                     | 國語大碟      | 滾石唱片 | 1993年1月17日  | 曲目 1. 今生情未了 2. 戀（小蟲合唱） 3. 一往情深 4. 我可是你手中那一朵鮮花 5. 華麗緣 6. 大地 7. 相戀（小蟲合唱） 8. 真情真情真多情 9. 七色橋 10. 一步一生 |
| 10th   | 夏日情蹤 Days of Summer                      | 英語大碟      | 滾石唱片 | 1994年10月14日 | 曲目 1. Days Of Summer 2. Don't Say You Don't Remember 3. Something About Your Touch 4. Dancing By The Moonlight 5. Just Remember 6. If We Hold On Together 7. I Still Believe In You 8. Love Is On Our Side 9. Don't Let The Moment Pass 10. Sweetest Smile |
| 11th   | 柳暗花明                                     | 國語大碟      | 飛碟唱片 | 1996年5月8日   | 曲目 1. 柳暗花明 2. 相見 3. 愛 4. 冷火 5. 佔有 6. 愛上流星 7. 自尊 8. 心 9. 想開了 10. 夜 |
| 12th   | 真實                                         | 國語大碟      | 飛碟唱片 | 1997年5月15日  | 曲目 1. 真實 2. 紅毯 3. 網住我 4. 守護星 5. 漂浮 6. 眺望星光 7. 我背叛了愛 8. 也許 也許 也許 9. 曾經如今 10. 懂得愛情 11. 真實（伴奏版） |

### 單曲
| 單曲名稱         | 發行日期 | 作詞   | 作曲   | 備注                           |
| ---------------- | -------- | ------ | ------ | ------------------------------ |
| 諜網迷情（粵語） | 1985年   | 潘偉源 | 楊道火 | 亞洲電視劇集《諜網迷情》主題曲 |

## 廣告代言
- 1990年 康宝 港式酸辣浓汤
- 1993年 光泉布丁
- 1997年 白蘭強效洗衣粉

## 獎項
| 年份   | 獲提名                 | 獎項                         | 結果 |
| ------ | ---------------------- | ---------------------------- | ---- |
| 1988年 | 《曾慶瑜電視個人專輯》 | 第23屆金鐘獎女歌唱演員獎     | 獲獎 |
| 1999年 | 《玫瑰之夜》           | 第32屆金鐘獎綜藝節目主持人獎 | 提名 |

## 外部連結
- YouTube上的〈下一個男人也許會更好〉(國語/song)

| 前任： 蘇芮 | 金鐘獎最佳女歌唱演員獎 1988 | 繼任： 取消此項目，次年第一屆金曲獎頒全音樂相關獎項 |

| 前任： 余绮霞 | 香港小姐競選季軍 1978年 | 繼任： 钟慧冰 |